# Uprising (album de Bob Marley and the Wailers)
Pour les articles homonymes, voir Uprising.
Albums de Bob Marley and the Wailers
Survival
(1979) Confrontation
(1983)
Singles
1. Could You Be Loved
Sortie : 1980
2. Redemption Song
Sortie : 1980

Uprising est le douzième et dernier album studio de Bob Marley and the Wailers du vivant de Bob Marley, sorti en 1980. Les dates de l'enregistrement ne sont pas précisément connues mais on sait qu'il eut lieu entre les concerts de l'anniversaire d'Omar Bongo à Libreville (4 et 5 janvier) et ceux de l'indépendance du Zimbabwe à Salisbury (18 et 19 avril).
L'album constitue la deuxième partie de la trilogie voulue par Bob, mais qu'il n'eut jamais le temps de finir. Il est pourtant son premier album ne contenant aucun cuivre et aborde des thèmes beaucoup plus intimes que  Survival. Le magazine Rolling Stone le qualifia même à sa sortie de « pessimiste et angoissé ».
Lors de l'enregistrement, Bob Marley était très fatigué. Son état commençait même à inquiéter les autres Wailers. Il supportait de moins en moins les interviews. Pourtant, il écrivait toujours plus. Comme son prédécesseur, Uprising ne contient que des versions originales. Après être rentré du Zimbabwe, et en attendant le début de la tournée, les Wailers enregistraient déjà les premières chansons de ce qui devait être Confrontation.
Malgré les critiques mitigées qui accompagnèrent sa sortie, l'album fit d'excellentes ventes, notamment grâce au succès du single Could You Be Loved. Le contrat qui liait Bob à Island se terminait avec Uprising et il souhaitait désormais quitter sa maison de disques pour signer chez Polygram, qui lui offrait dix millions de dollars pour le rachat du label Tuff Gong International. Il n'en eut jamais le temps.

## Titres
| 1. | Coming In From The Cold | 4:35 |
| 2. | Real Situation          | 3:00 |
| 3. | Bad Card                | 2:45 |
| 4. | We And Dem              | 3:10 |
| 5. | Work                    | 3:30 |

| 1. | Zion Train         | 3:40 |
| 2. | Pimper's Paradise  | 3:25 |
| 3. | Could You Be Loved | 3:35 |
| 4. | Forever Loving Jah | 3:45 |
| 5. | Redemption Song    | 3:45 |

Les morceaux Jungle Fever et Give Thanks and Praises, ainsi que l'instrumental Uprising Theme, enregistrés pendant les sessions d'Uprising, ne figurent pas dans l'album.
Give Thanks and Praises apparaît sur Confrontation.

## Musiciens
- Voix, guitare - Bob Marley
- Voix - I Threes (Rita Marley, Judy Mowatt, Marcia Griffiths), Joe Higgs sur Coming In From The Cold
- Basse - Aston Barrett
- Batterie - Carlton Barrett, Carlton Davis sur Coming In From The Cold
- Guitare et voix - Junior Marvin
- Guitare - Al Anderson
- Clavier et voix - Tyrone Downie, Earl Lindo
- Percussions - Alvin Patterson

## Tournée
L'Uprising Tour, qui débuta le 30 mai 1980 à Zurich, devait être encore plus long que le Survival Tour et emmener les Wailers en Europe, en Amérique du Nord, en Amérique Latine (pour la première fois) et enfin en Afrique. La tournée battit tous les records : 80 000 spectateurs au Stadio San Siro de Milan le 27 juin, 100 000 au Dalymount Park de Dublin le 6 juillet. Le 3 juin, les Wailers jouèrent devant plus de 50 000 personnes au Bourget, alors qu'au même endroit un mois plus tôt (et gratuitement), le Pape n'en avait rassemblé que 20 000.
Mi-juillet, alors que la partie européenne de la tournée (trente-cinq dates à elle toute seule) était terminée, Bob voulut rentrer en Jamaïque. Malheureusement, il apprit qu'il y était désormais clairement menacé de mort. La campagne électorale entraînait une nouvelle période de terreur et nombre de ses amis avaient été assassinés. Il ne retourna plus sur son île natale de son vivant.
La partie nord-américaine du Uprising Tour débuta le 16 septembre à Boston. Après un concert à Providence le 17, les Wailers firent la première partie des Commodores au Madison Square Garden les 19 et 20 septembre. Mais le 21, Bob eut une attaque de paralysie en faisant son jogging à Central Park. Apprenant qu'il avait trois tumeurs au cerveau, il insista pour faire un dernier concert. Le reste de la tournée fut donc annulé et le dernier concert de Bob Marley and the Wailers eut lieu à Pittsburgh le 23 septembre 1980.

## Anecdote
La ballade Redemption Song surprit de nombreux fans. Elle était en rupture complète avec ce qu'avait produit Bob Marley jusqu'alors. Une version reggae avait été enregistrée avec les Wailers. Mais Bob insista pour la réenregistrer seul avec sa guitare. Ce fut cette version acoustique qu'il décida de placer à la fin de l'album.

## Classements hebdomadaires
| Classement (1980)                 | Meilleure position |
| --------------------------------- | ------------------ |
| Royaume-Uni (UK Albums Chart)     | 6                  |
| Allemagne (Media Control AG)      | 5                  |
| Autriche (Ö3 Austria Top 40)      | 6                  |
| Norvège (VG-lista)                | 6                  |
| Nouvelle-Zélande (RIANZ)          | 1                  |
| Pays-Bas (Mega Album Top 100)     | 4                  |
| Suède (Sverigetopplistan)         | 3                  |
| France (SNEP)                     | 1                  |
| États-Unis (Billboard 200)        | 41                 |
| États-Unis (Billboard R&B Albums) | 45                 |

## Certifications
| Pays       | Ventes certifiées | Certification | Date |
| ---------- | ----------------- | ------------- | ---- |
| France     | 400 000 +         | Platine       | 1981 |
| France     | 600 000 +         | 2 × Platine   | 1992 |
| France     | 100 000 +         | Or            | 1995 |
| États-Unis | 500 000 +         | Or            | 1996 |